# Probaryconus aegyptiacus
Probaryconus aegyptiacus är en stekelart som först beskrevs av Hermann Priesner 1951.  Probaryconus aegyptiacus ingår i släktet Probaryconus och familjen Scelionidae. Inga underarter finns listade i Catalogue of Life.